# Plaza de España (Badajoz)
La Plaza de San Juan es una de las plazas más importantes de la ciudad de Badajoz, situada en el casco antiguo, donde se encuentran principalmente la catedral de Badajoz y el ayuntamiento, además de otros edificios construidos principalmente en los siglos XIX y XX, como la casa Álvarez-Buiza, un gran ejemplo del regionalismo, entre otros, que destacan la arquitectura decimonónica en la ciudad. 

## Nombre
La plaza ha cambiado de nombre varias veces, según el gobierno vigente. Durante el reinado de Isabel II, la plaza tenía su nombre, después de la revolución de la Gloriosa se cambió a plaza de la Constitución hasta que llegó la segunda República, donde se nombró plaza de la República. El nombre de plaza de España viene de la toma de Badajoz en la guerra civil española, cuando el gobierno franquista le cambió el nombre, y colocó una placa con este mismo nombre en la fachada del ayuntamiento, que sigue ahí hasta hoy.

## Historia
La Plaza de España ha sufrido muchas transformaciones desde su construcción, las más recientes ocurriendo en el siglo XX. A principios del siglo XX, la plaza era un parque completamente peatonal, con la única excepción del tranvía. En 1920, se reformó la plaza y se permitió por primera vez el flujo de tráfico rodado, además de la modificación de las vías del tranvía y la disminución de los espacios arbolados.

Después de sufrir varios cambios pequeños y asfaltados, en 2002, se hizo la más reciente reforma de la plaza, aumentando el espacio peatonal, utilizando materiales modernos, eliminando el asfalto anteriormente presente, y dejando la plaza casi exenta de árboles, en comparación a la forma que tenía a principios del siglo XX.

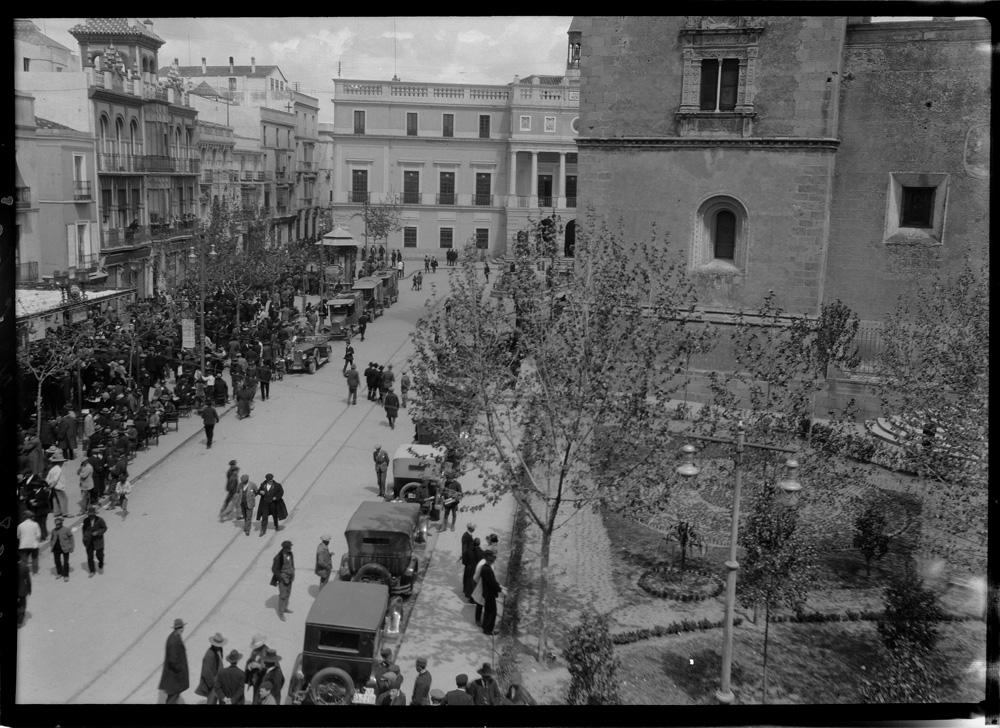
La Plaza de España después de la renovación de 1919.

## Edificios
Alrededor de la plaza destacan varios edificios prominentes, los más importantes siendo el ayuntamiento y la catedral de San Juan. En cuanto a edificios residenciales, destacan la casa Álvarez-Buiza y el antiguo bazar París, aunque hoy en día irreconocible debido a numerosas reformas ocurridas desde la construcción del edificio.

## Galería de imágenes

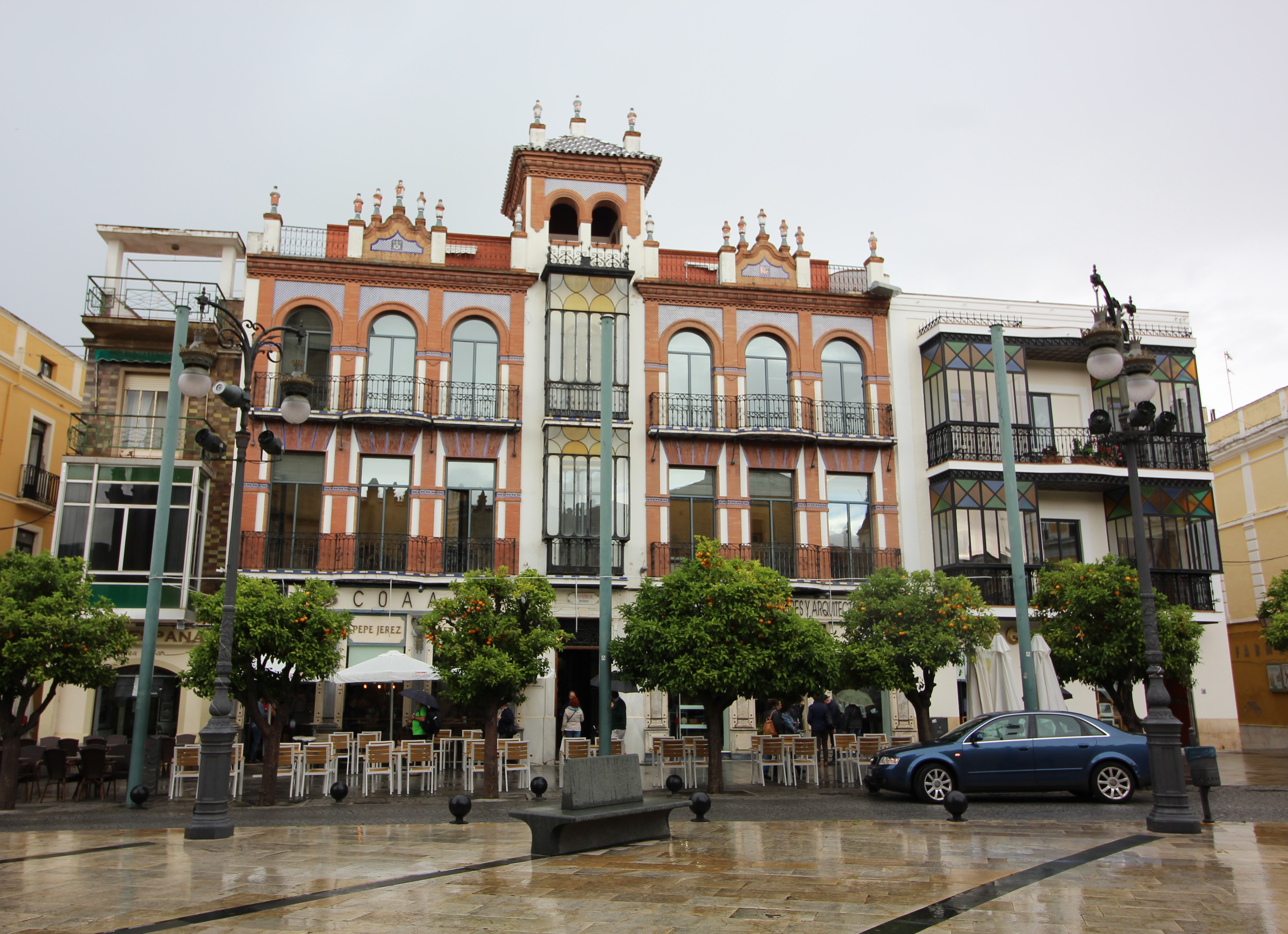
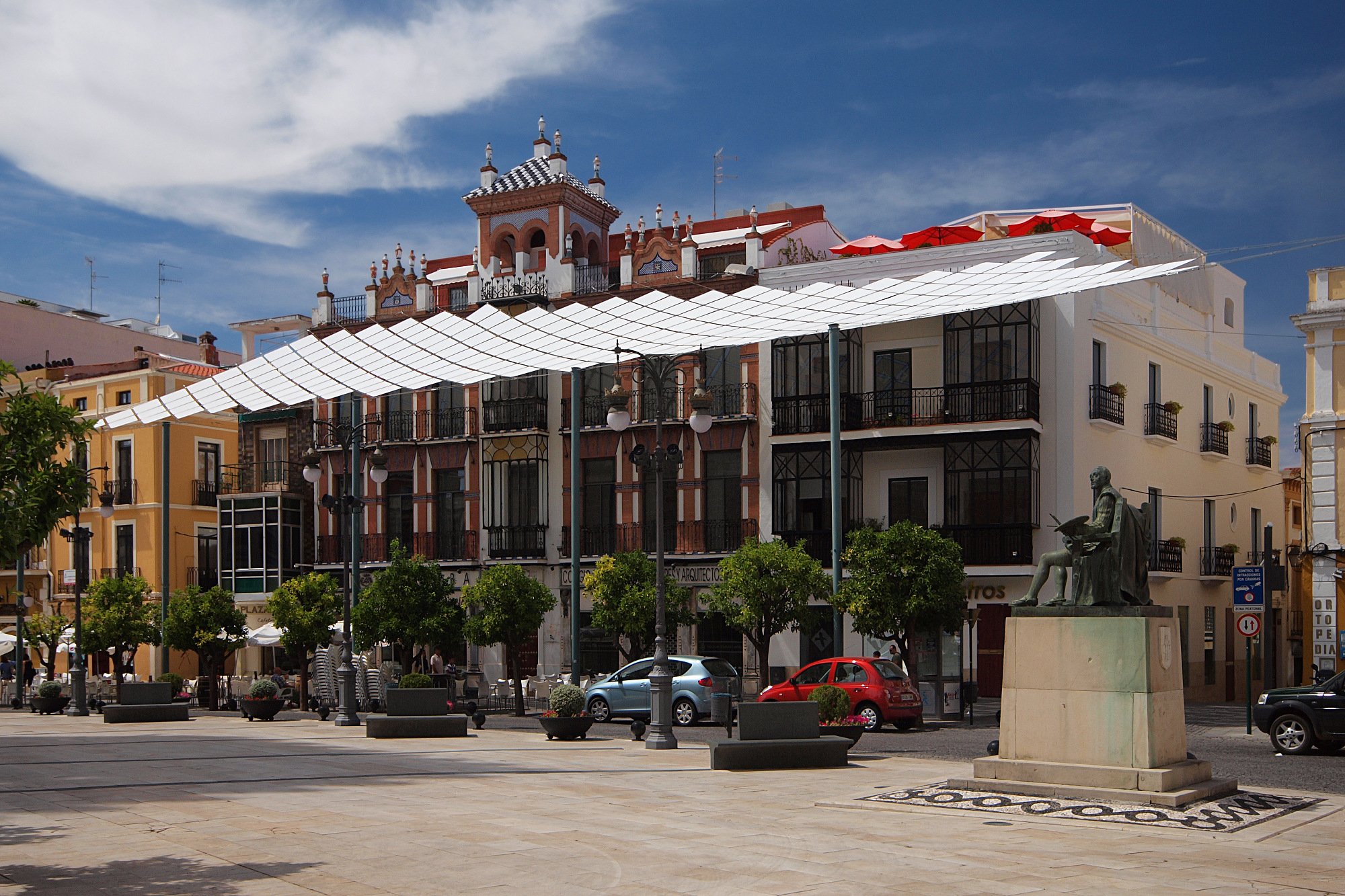
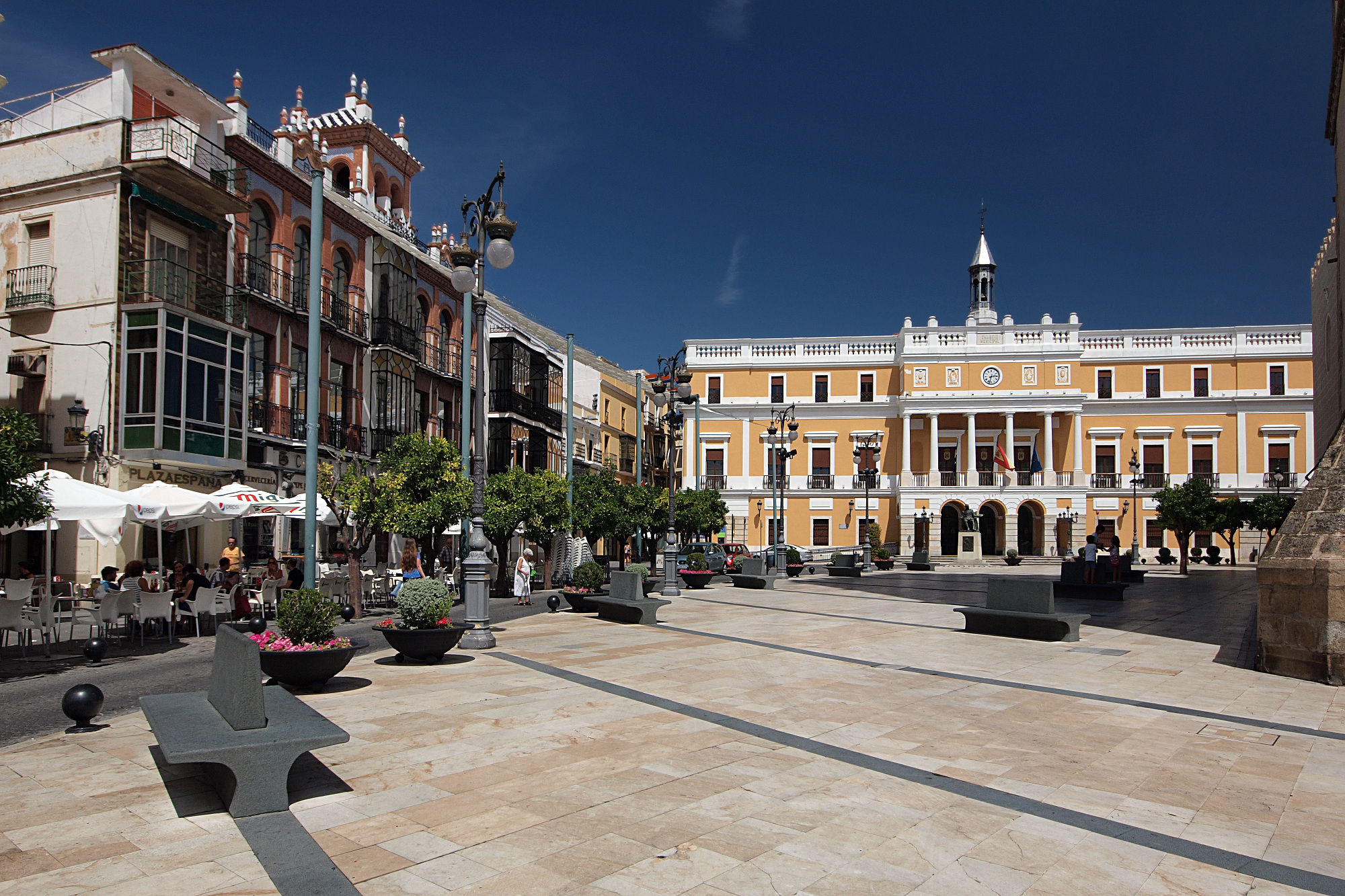
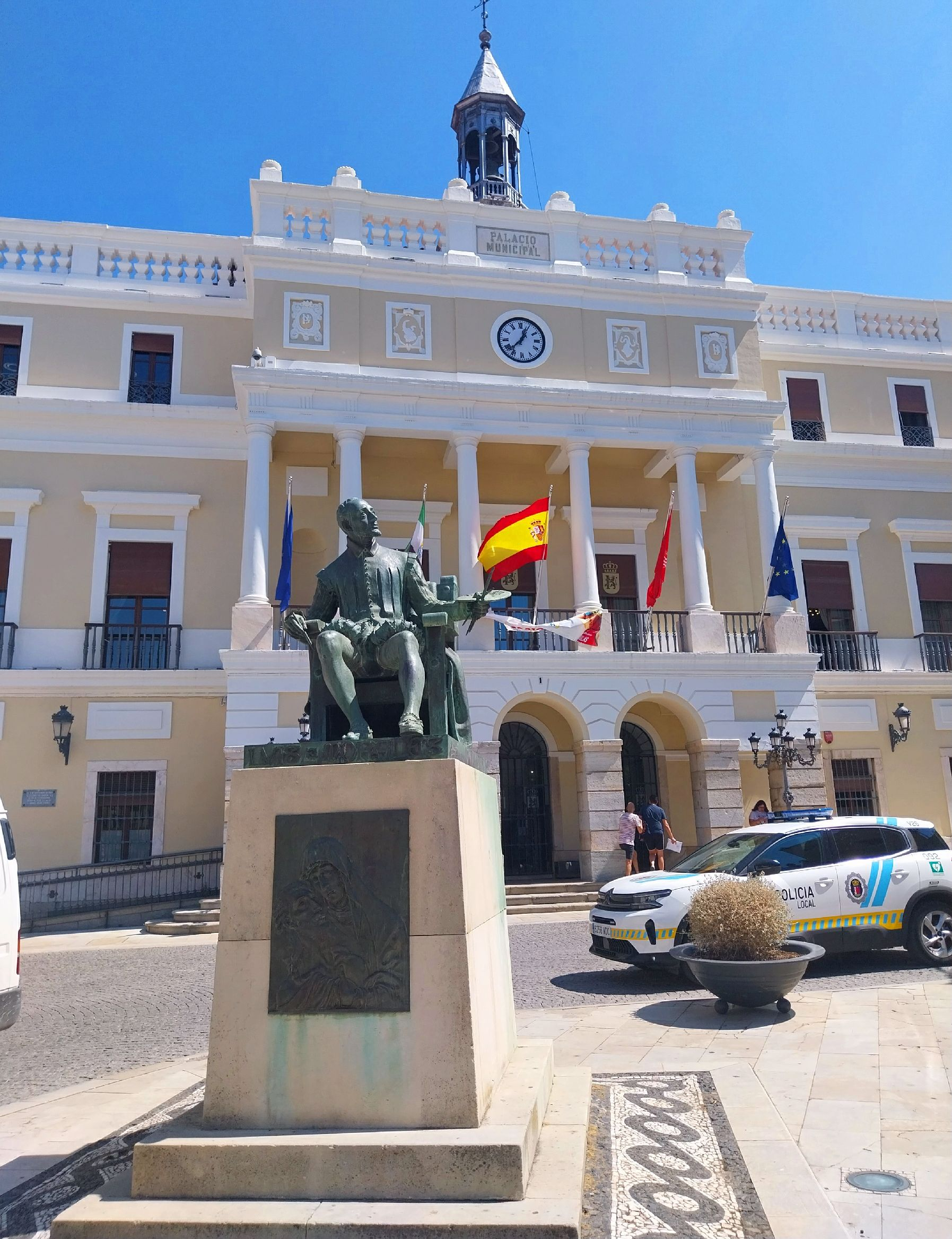
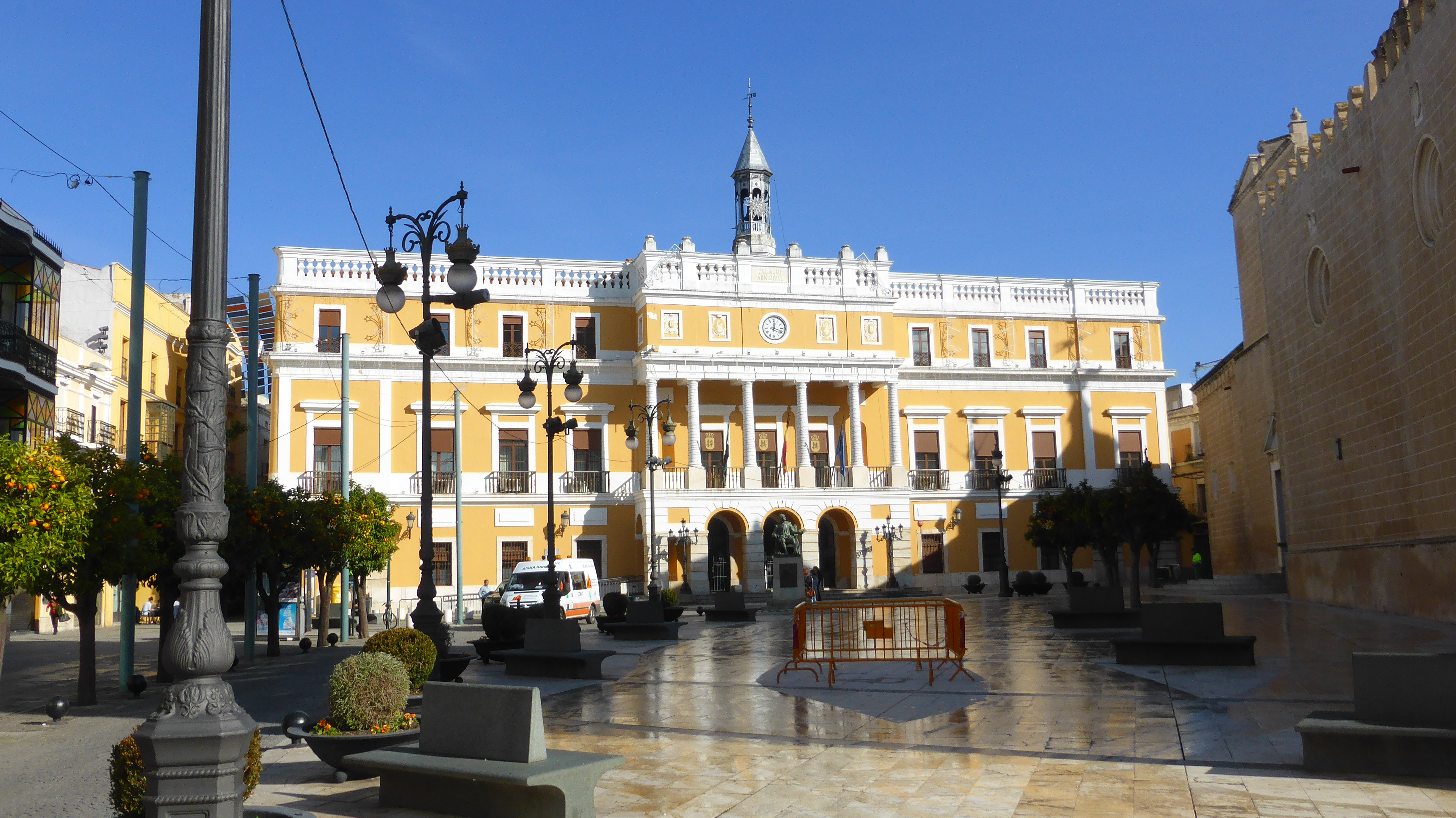
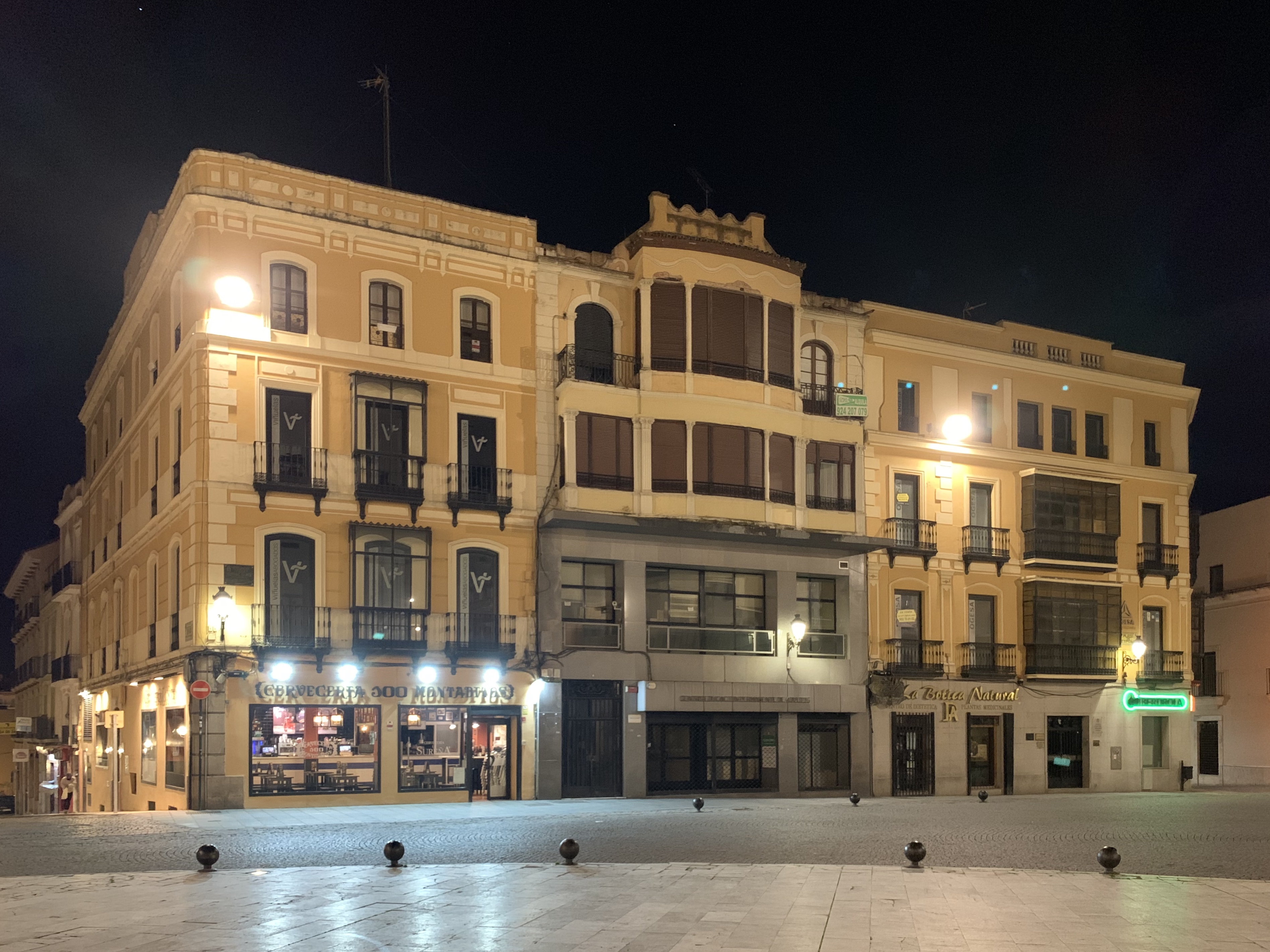
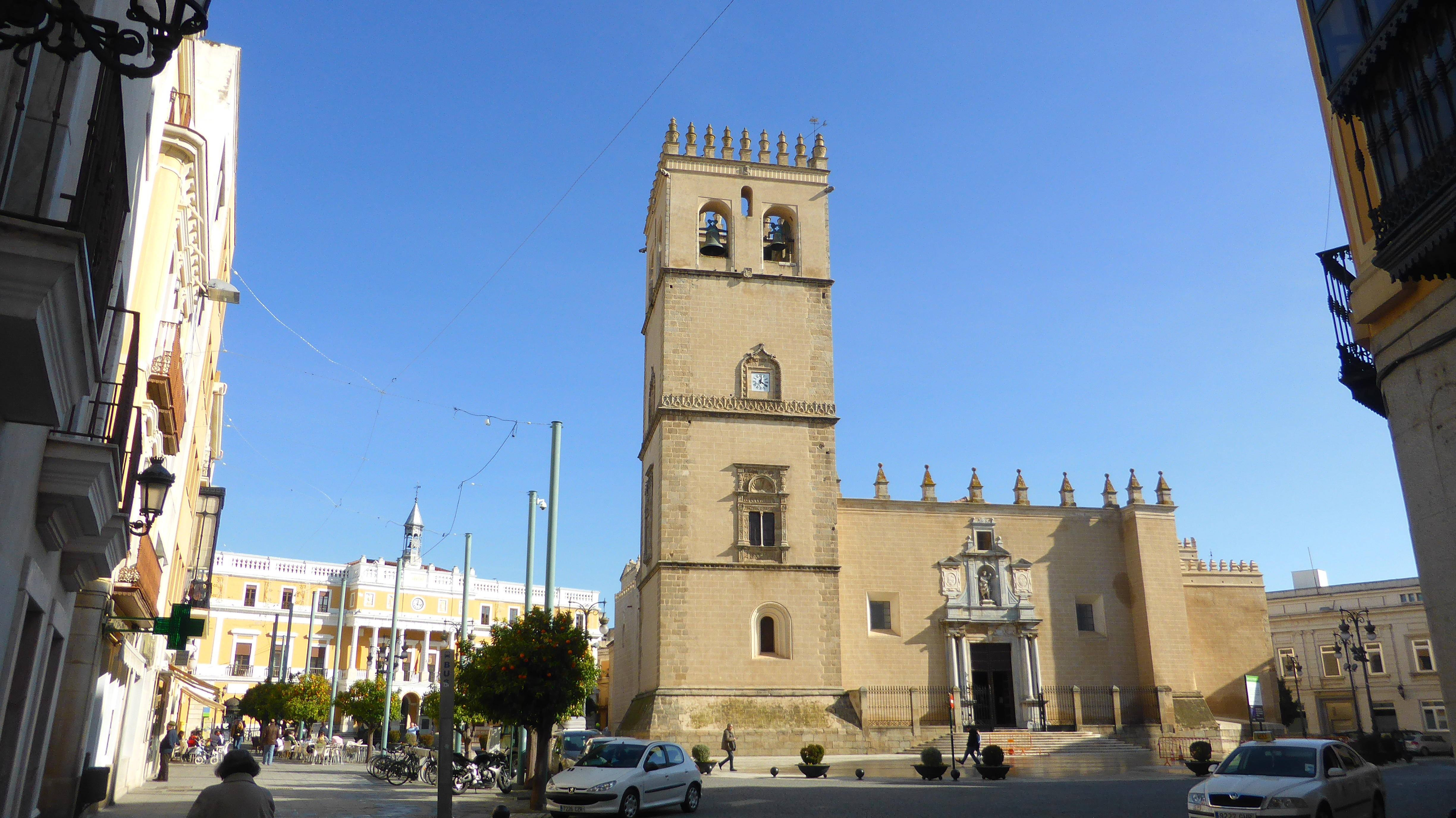